# Fortaleza de Damão

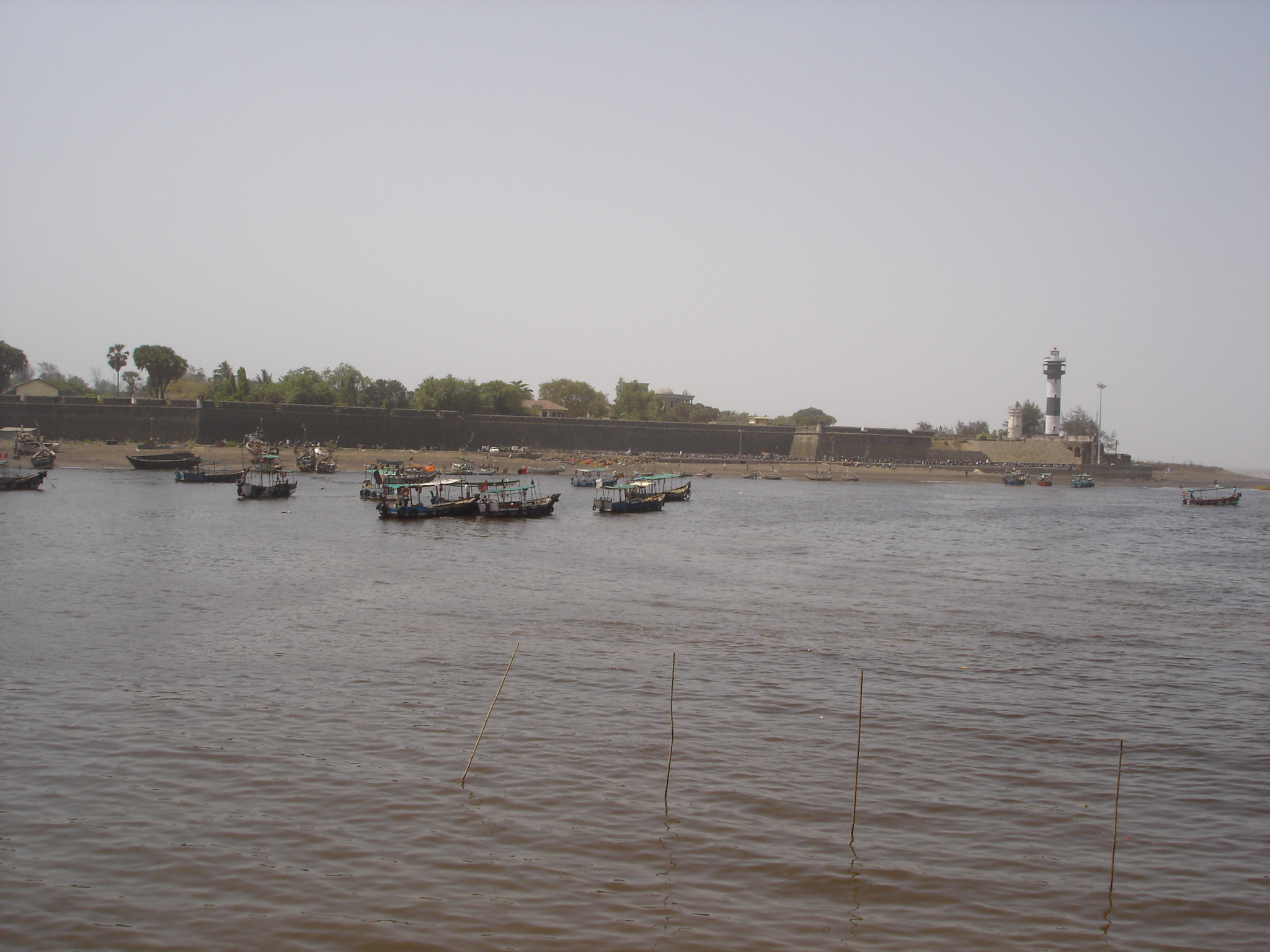
Fortaleza de Damão, Índia.

A Fortaleza de Damão localiza-se no estuário do rio Damanganga, na costa do golfo de Cambaia, na cidade de Damão, na Índia.

## História
A zona de Damão foi alcançada por forças portuguesas sob o comando de Diogo de Melo em 1523.
Em 1534 o vice-Rei D. Nuno da Cunha enviou António Silveira para arrasar os baluartes de Damão, uma vez que ali se localizavam os estaleiros e demais instalações necessárias ao apetrechamento das frotas islâmicas que então davam combate às armadas portuguesas. Com a mesma comissão para ali foi enviado o capitão-mor Martim Afonso de Sousa.
A cidade só seria definitivamente conquistada em 1559 pelas forças do Vice-rei D. Constantino de Bragança.
A zona de Damão Pequeno, na margem direita do rio Damanganga, foi ocupada em 1614, vindo a ser erguido, para sua defesa, o Forte de São Jerónimo.
Em 18 de dezembro de 1961 o distrito português de Damão foi invadido e ocupado pelas tropas da União Indiana e incorporado ao atual território Indiano de Damão e Diu.